# Whatever It Takes
〈Whatever It Takes〉는 미국의 록 밴드 이매진 드래곤스의 노래이다. 이 곡은 2017년 5월 9일 키디나코너와 인터스코프 레코드를 통해 홍보 싱글로 발매되었다. 이 곡은 이후 2017년 10월 6일 밴드의 세 번째 정규 음반인 《Evolve》의 세 번째 싱글이 되었다. 이 곡은 또한 WWE의 PPV 이벤트 배틀그라운드의 공식 주제곡이었으며, 비디오 게임 《매든 NFL 18》에도 포함되었다. 이 노래는 2018년 2월 13일 미국의 컨템포러리 히트 라디오로 보내졌다.
2018년 5월 15일 기준으로, 이 노래는 빌보드 핫 100에서 12위로 정점을 찍었다.

## 배경
이 노래는 2017년 5월 9일 트위터를 통해 《Evolve》의 이름과 커버 아트와 함께 발표되었다.

## 뮤직 비디오
이 곡의 뮤직 비디오는 2017년 10월 12일에 공개되었다. 이 영화는 맷 이스틴과 아론 하이메스가 감독했다. 이스틴은 이전에 이매진 드래곤스의 노래 〈On Top of the World〉, 〈Roots〉, 〈Believer〉의 뮤직 비디오를 감독했었다. 이 비디오는 리드 싱어 댄 레이놀즈가 물로 가득 찬 방을 헤엄치는 것으로 시작한다. 그런 다음 레이놀즈와 밴드가 같은 방에서 연주하는 장면으로 넘어간다. 하지만 이 장면에서는 물이 채워지지 않는다. 그들이 합창을 할 때, 지붕이 무너지고 비가 쏟아지기 시작한다. 비디오 내내, 비는 지속되고 마침내 방은 물로 완전히 채워진다. 하지만 이 밴드는 여전히 연주를 한다. 레이놀즈가 노래를 부를 때, 사이렌으로 보이는 두 사람과 함께 권투 장갑과 열쇠 같은 물체들이 레이놀즈 곁을 떠돌며 레이놀즈가 양쪽에서 그를 잡아당긴다. 마지막 후렴구가 나오기 전에, 음악은 멈추고 밴드는 물 위에 생기가 없이 떠다닌다. 그들이 다시 노래를 시작할 때, 무대는 완전히 바뀌었다. 방이 더 이상 물 속에 있지 않고 밴드가 그 위에서 연주할 때 불이 붙기 때문이다. 비디오가 끝나면서, 모든 것이 불타고 음악은 멈춘다. 이 비디오는 MTV 비디오 뮤직 어워드 최우수 록 비디오 상을 수상했다.

## 미디어에서의 사용
2018년 2월, 이매진 드래곤스는 보수정치행동회의에 그들의 회의 웹사이트에서 〈Whatever It Takes〉 사용을 중단할 것을 요청했다.
전미 농구 협회(NBA)의 유타 재즈는 유타주 솔트레이크시티의 비빈트 아레나에서 열리는 모든 홈 경기의 제보에 앞서 이 노래를 자주 연주한다.

## 곡 목록
| #  | 제목                  | 재생 시간 |
| -- | --------------------- | --------- |
| 1. | 〈Whatever It Takes〉 | 3:21      |

| #  | 제목                        | 재생 시간 |
| -- | --------------------------- | --------- |
| 1. | 〈Whatever It Takes〉       | 3:22      |
| 2. | 〈Thunder (오피셜 리믹스)〉 | 3:17      |

## 인증
| 국가                               | 인증        | 판매량/출하량 |
| ---------------------------------- | ----------- | ------------- |
| 오스트레일리아 (ARIA)              | 플래티넘    | 70,000        |
| 오스트리아 (IFPI 오스트리아)       | 플래티넘    | 30,000        |
| 벨기에 (BEA)                       | 골드        | 10,000        |
| 브라질 (Pro-Música Brasil)         | 2× 플래티넘 | 120,000       |
| 캐나다 (뮤직 캐나다)               | 2× 플래티넘 | 160,000       |
| 프랑스 (SNEP)                      | 다이아몬드  | 333,333       |
| 독일 (BVMI)                        | 플래티넘    | 400,000       |
| 이탈리아 (FIMI)                    | 3× 플래티넘 | 150,000       |
| 노르웨이 (IFPI 노르웨이)           | 골드        | 30,000        |
| 폴란드 (ZPAV)                      | 4× 플래티넘 | 200,000       |
| 포르투갈 (AFP)                     | 골드        | 5,000         |
| 영국 (BPI)                         | 골드        | 400,000       |
| 미국 (RIAA)                        | 2× 플래티넘 | 1,000,000     |
| 판매량+스트리밍을 기반으로 한 인증 |             |               |